# Ragadia crisilda
Ragadia crisilda är en fjärilsart som beskrevs av William Chapman Hewitson 1862. Ragadia crisilda ingår i släktet Ragadia och familjen praktfjärilar. Inga underarter finns listade.

## Bildgalleri

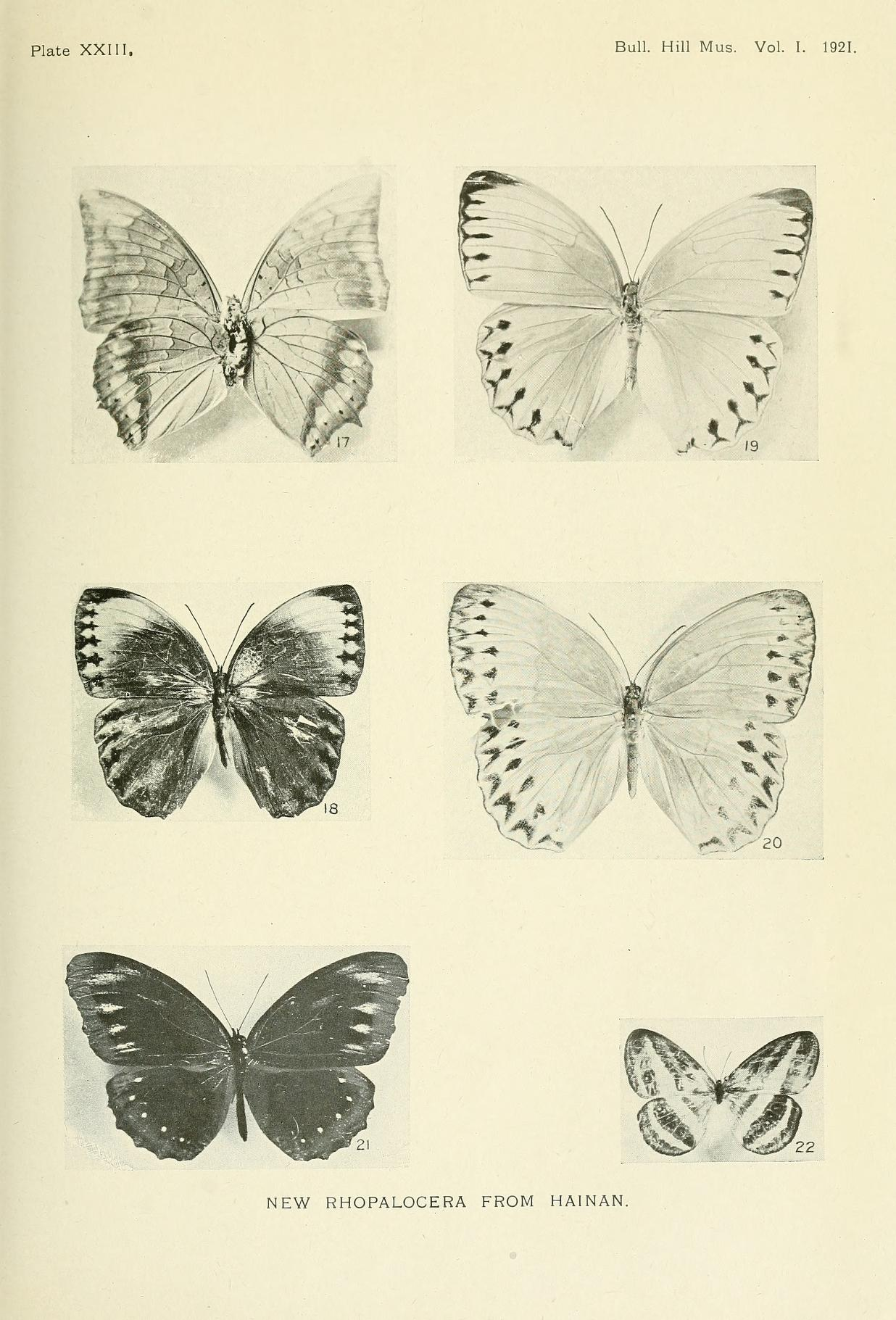
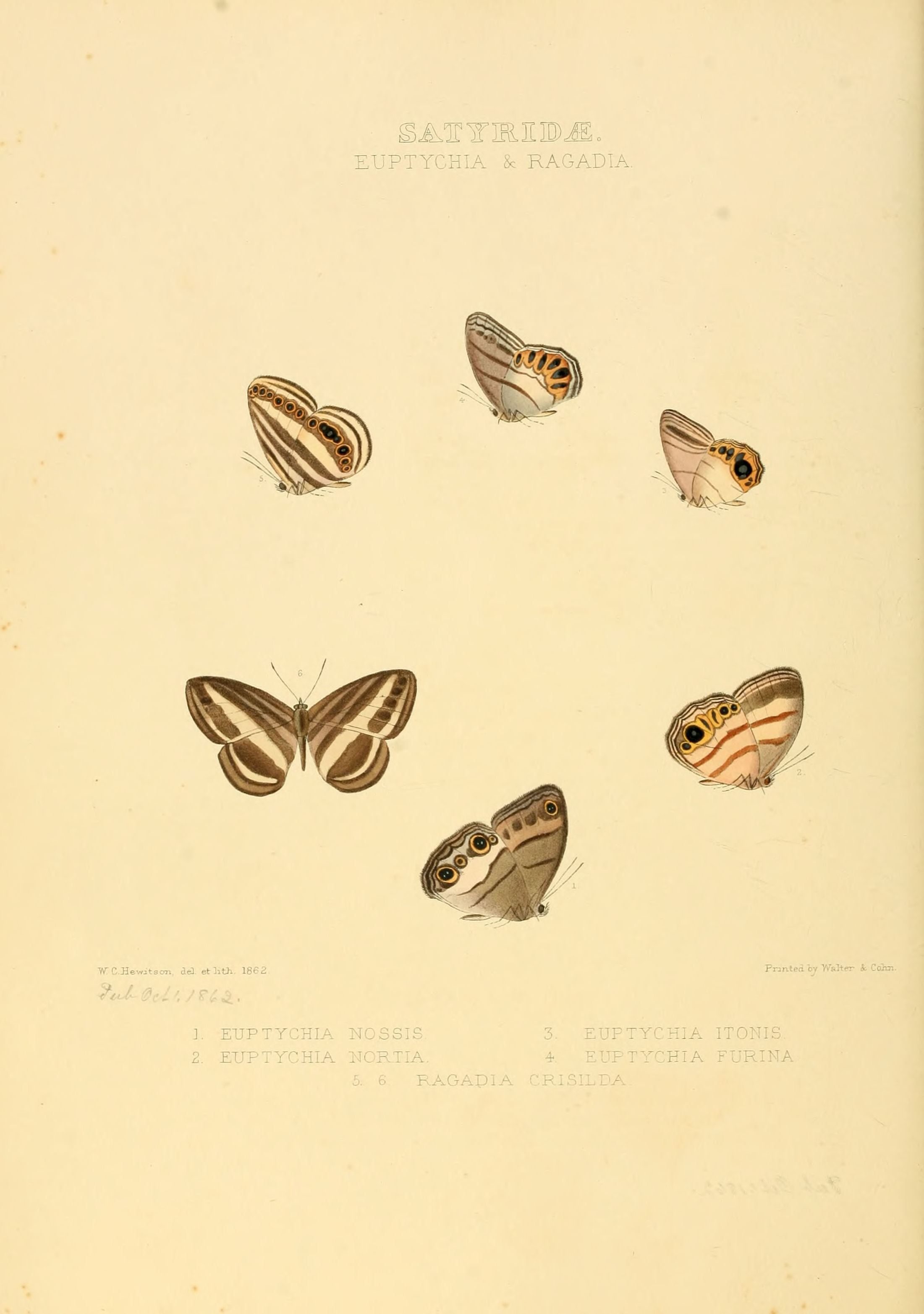
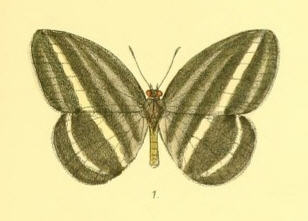
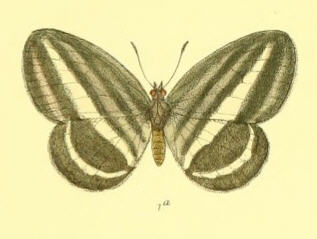
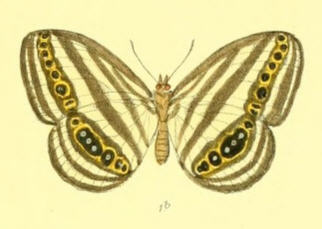
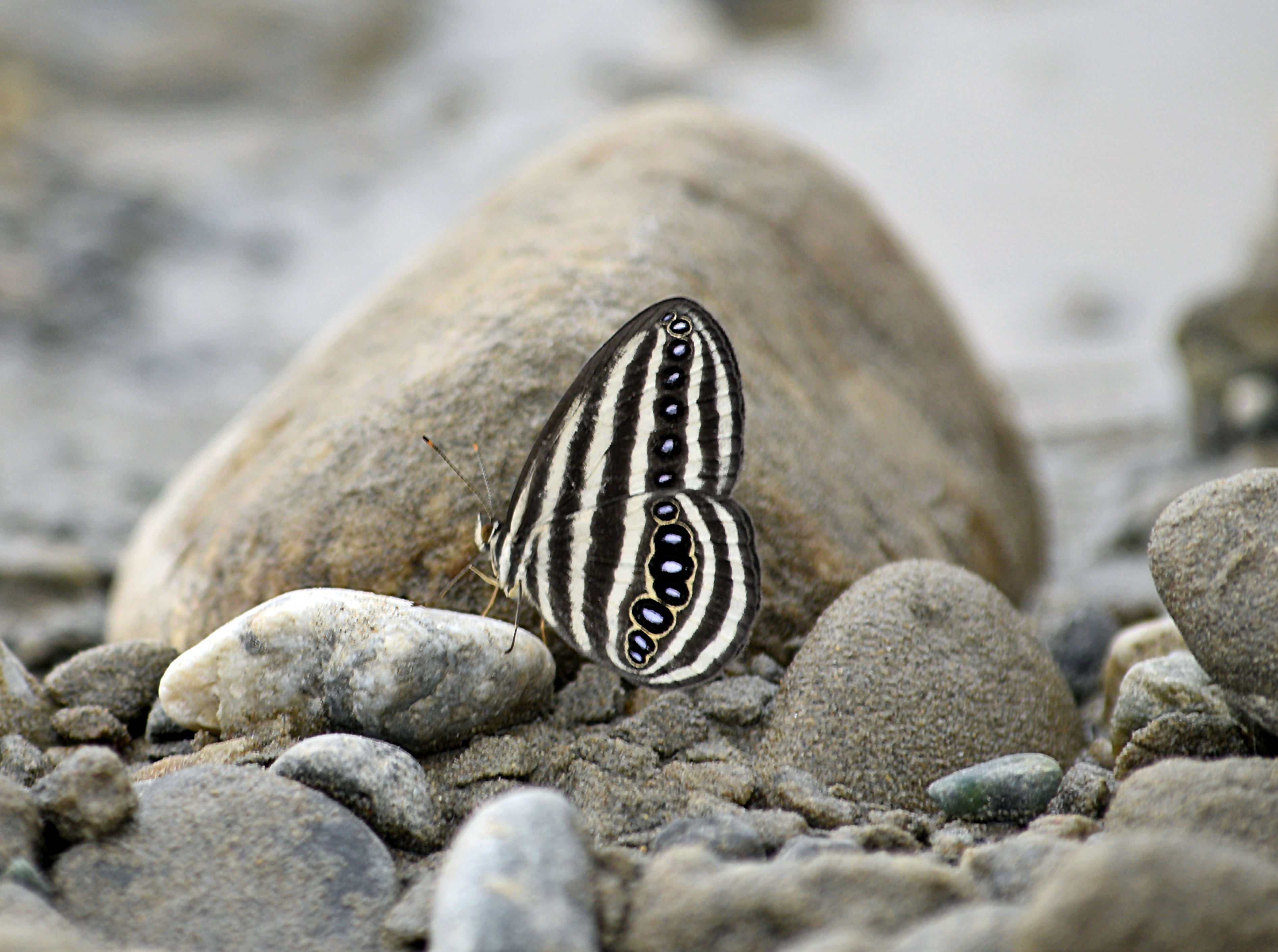